# NBA 2K16
NBA 2K16 è un videogioco di pallacanestro della serie NBA 2K, successore di NBA 2K15 disponibile su PlayStation 3, PlayStation 4, Microsoft Windows, Xbox 360 e Xbox One.

## Uscita
Il gioco è stato distribuito il 29 settembre 2015 in Italia. Chi ha invece deciso di preordinarlo ha avuto accesso al gioco venerdì 25 settembre godendo inoltre di diversi bonus. Questa versione denominata "Early Tip Off Weekend", ha al suo interno un codice che permette al giocatore di riscattare una buona quantità di crediti virtuali e alcune carte speciali per la modalità MyTeam.

## Copertine
A differenza dei capitoli precedenti, NBA 2k16 è munito di tre diverse copertine, ognuna con soggetto un giocatore diverso. Sono disponibili James Harden, Anthony Davis e Stephen Curry.

## MyPlayer
Al primo accesso l'utente dovrà creare il proprio giocatore, denominato MyPlayer. Questo sarà usato nella maggior parte delle modalità di gioco quali MyCareer, MyGm e MyPark. Il MyPlayer corrisponde anche ad un vero e proprio account di gioco, infatti esso accumulerà crediti virtuali e crediti MyTeam.

## Modalità di gioco
Nel nuovo capitolo di NBA 2k, Visual Concepts ha inserito delle nuove modalità di gioco, mantenendo e migliorando quelle già presenti nei precedenti capitoli della saga.

### MyCareer
Per la nuova versione di una delle modalità di gioco di punta della serie, Visual Concepts si è affidata a Spike Lee per la stesura della trama e per la regia. In questa modalità il giocatore impersona se stesso, e, partendo dall'High School percorre la propria scalata verso la gloria dell'NBA. Quello che differenzia questa modalità da quelle presenti nei capitoli precedenti, è la trama e la narrazione. Spike Lee e gli sviluppatori hanno deciso infatti di scrivere un vero e proprio film, con tanto di caratterizzazione dettagliata dei personaggi, descrizione della vita al di fuori della pallacanestro e colpi di scena inaspettati. La prima parte della MyCareer è concentrata sulla storia del giocatore e della sua famiglia, partendo dalla scuola fino all'NBA. Il giocatore potrà disputare 4 partite con la squadra dell'High School, 4 con quella del College, e, dopo il draft, 8 con la squadra NBA che lo sceglierà. Completate queste partite, la storia narrata finirà, e il giocatore potrà giocare tutte le partite delle stagioni seguenti, non differentemente da quello che accadeva nei capitoli precedenti, potendo però gestire anche le attività nelle giornate di riposo.

### MyGm
In questa modalità, il giocatore impersona il General Manager di una squadra NBA, potendo gestire, oltre che le rotazioni, il roster e giocare le partite, ogni aspetto della società, compreso lo staff, i prezzi di biglietti, cibo e merchandising il General Manager potrà fare dei colloqui con i giocatori e con lo staff e dovrà rispondere alle interviste della stampa. Da quest'anno sarà inoltre possibile trasferire la squadra in diverse città e personalizzare il palazzetto e le divise.

### MyTeam
Nella modalità MyTeam di NBA 2K16, il giocatore ha la possibilità di creare la propria squadra con giocatori trovati all'interno di diversi pacchetti che possono essere acquistati con valute virtuali o vinti. L'utente avrà la possibilità di disputare partite sia offline che online contro squadre create da altri giocatori.

### MyLeague
Questa modalità può essere paragonata a MyGm. La differenza sta nel fatto che l'utente avrà solo la possibilità di giocare, gestire il roster e le rotazioni, sono quindi esclusi la gestione dei prezzi, le interviste e i colloqui. In poche parole MyLeague è la vecchia Associazione presente nei titoli old-gen.

### MyPark
In MyPark il giocatore può scendere in campo con il proprio MyPlayer contro i giocatori di altri utenti online in partite (2vs2, 5vs5...) in campi da street-basket, al primo accesso l'utente potrà scegliere il parco in cui giocare: Flyers, Rough Riders o Ballers.

## Giocatori
I giocatori in NBA2k16 sono più realistici che mai, gli sviluppatori li hanno modellati tenendo conto di ogni minimo particolare compresi i tatuaggi e le pettinature più stravaganti. Meno realistici sono i giocatori di Eurolega, che in alcuni casi possiedono la faccia di altri. Tutti i giocatori possiedono una valutazione che può arrivare fino a 99. Alla pubblicazione di NBA 2k16 il giocatore più forte inserito è LeBron James con 94. La seguente tabella si riferisce al giorno del rilascio del gioco.
| Classifica | Giocatore         | Squadra               | Posizione | Valutazione |
| ---------- | ----------------- | --------------------- | --------- | ----------- |
| 1          | LeBron James      | Cleveland Cavaliers   | SF        | 94          |
| 2          | Stephen Curry     | Golden State Warriors | PG        | 93          |
| 3          | Anthony Davis     | New Orleans Pelicans  | PF        | 92          |
| 4          | James Harden      | Houston Rockets       | SG        | 92          |
| 5          | Kevin Durant      | Oklahoma City Thunder | SF        | 91          |
| 6          | Chris Paul        | Los Angeles Clippers  | PG        | 90          |
| 7          | Russell Westbrook | Oklahoma City Thunder | PG        | 89          |
| 8          | Carmelo Anthony   | New York Knicks       | SF        | 88          |
| 9          | Blake Griffin     | Los Angeles Clippers  | PF        | 88          |
| 10         | LaMarcus Aldridge | San Antonio Spurs     | PF        | 88          |

## Squadre
Oltre alle attuali squadre NBA, nel gioco sono presenti diverse squadre storiche ed europee che disputano il campionato di Euroleague.

### Classic Teams
Nel gioco sono state aggiunte le seguenti squadre storiche:
- Cleveland Cavaliers 06-07
- Minnesota T'wolves 03-04
- Phoenix Suns 04-05
- Chicago Bulls 95-96
- Boston Celtics 07-08
- Miami Heat 12-13
- Toronto Raptors 99-00
- Houston Rockets 07-08
- L.A. Lakers 00-01
- Detroit Pistons 03-04
- Dallas Mavericks 02-03
- Portland T. Blazers 99-00

### Euroleague
- Alba Berlin, Germania
- Anadolu Efes, Turchia
- Cedevita Zagreb, Croazia
- Crvena Zvezda, Serbia
- CSKA Mosca, Russia
- Dinamo Sassari, Italia
- Emporio Armani Milano, Italia
- Barcelona Lassa, Spagna
- Bayern Monaco, Germania
- Fenerbahçe, Turchia
- Galatasaray, Turchia
- Saski Baskonia, Spagna
- Limoges, Francia
- Maccabi Tel Aviv, Israele
- Neptunas Klaipeda, Lituania
- Nihzny Novgorod, Russia
- Olympiakos, Grecia
- Panathinaikos, Grecia
- Turow Zgorzelec, Polonia
- Real Madrid, Spagna
- Strasburgo, Francia
- Unicaja Malaga, Spagna
- Unics Kazan, Russia
- Valencia, Spagna
- Zalgiris Kaunas, Lituania

## 2kTV
Ogni settimana tramite gioco, app android o pc è possibile vedere un nuovo episodio di 2kTV. In ognuno di questi verranno proposti approfondimenti, gameplay, interviste a produttori, attori, atleti, gamer e molti altri volti noti. In NBA 2k16 è possibile inoltre rispondere a diverse domande interattive che verranno poste durante la visione della puntata, sia su piattaforma di gioco che su smartphone, in caso di risposta corretta verranno accreditati dei crediti virtuali.

## MyNBA2k16
MyNBA2k16 è l'app per smartphone ufficiale del gioco, connettendosi al proprio account utente è possibile riscattare crediti virtuali quotidianamente, visualizzare statistiche e dettagli di alcune modalità del gioco (MyGm, MyCareer...) e vedere gli episodi di 2kTV. Sempre tramite l'app è possibile giocare al MyTeam Mobile, una sorta di modalità di gioco simile a quella su piattaforma: l'utente potrà creare la propria squadra con giocatori vinti alla fine di ogni partita. Le partite si svolgono con 5 carte, utente vs CPU (con squadre create da altri utenti). Ogni carta ha diversi valori di Attacco, difesa ecc. ad ogni turno, il giocatore che metterà in campo la carta con il valore maggiore vincerà.

## Accoglienza
Dopo solo una settimana dal rilascio, NBA2k16 ha toccato quota 4 milioni di copie vendute, battendo ogni record segnato dal franchige Visual Concepts, fatto che non fa altro che confermare l'enorme successo del titolo e la mancanza assoluta di concorrenza, infatti il titolo della rivale EA: NBA Live 16 anche se molto buono, secondo la critica ha ancora molta strada da fare per arrivare ai livelli di 2k16.
La critica ha accolto il titolo in modo totalmente positivo con valutazioni molto alte, giudicandolo come un gioco quasi perfetto.
- IGN.com: 9.2/10
- Multiplayer.it: 9/10
- Spaziogames.it: 9/10
- MondoXbox: 9.5/10
- EveryEye: 9.5/10
- Gamesurf: 9/10